# Stanislas Graziani
Pour les articles homonymes, voir Graziani.
Stanislas Graziani est un réalisateur, scénariste, écrivain et producteur français, né en 1973.

## Biographie

### Origines et vie familiale
Stanislas Graziani est le fils de Benno Graziani, ancien grand reporter qui participa à la fondation de Paris Match en 1949.
Il est l'époux de la militante politique et polémiste Julie Graziani,  avec qui il est en couple depuis 2007 : ils ont trois enfants.

### Carrière
Graziani a une activité de réalisateur et scénariste depuis le début des années 2000.
En 2016, il co-produit, notamment avec Leonardo DiCaprio, le documentaire long métrage, Before The Flood, qui milite contre le changement climatique.
À l'automne 2021, il publie un roman politico-philosophique Le Cauchemar de Socrate, paru chez Beaurepaire,.

## Filmographie

### En tant que réalisateur-scénariste
- 2010-2012 : Plan Biz (web-série, 2 saisons)

### En tant que scénariste
- 2002 : Romance sans parole (téléfilm) de Jean-Daniel Verhaeghe
- 2002 : Amour, embrouille et balade (téléfilm) de Bernard Malaterre
- 2003 : Simon le juste (téléfilm) de Gérard Mordillat
- 2003 : Poil de Carotte (téléfilm) de Richard Bohringer
- 2006 : Les Amants du Flore (téléfilm) d'Ilan Duran Cohen

### En tant qu'assistant réalisateur
- 2000 : La Bicyclette bleue de Thierry Binisti
- 2003 : Rien que du bonheur de Denis Parent
- 2004 : Les Parisiens de Claude Lelouch
- 2005 : Man to Man de Régis Wargnier
- 2005 : Le Courage d'aimer de Claude Lelouch

### En tant que réalisateur
- 2014 : La Vallée des mensonges, téléfilm, Pampa productions, adaptation du roman de Catherine Velle, 4 millions de téléspectateurs[5]
- 2011 : Plan Biz, web-série, prix de la meilleure web-série au Festival des créations télévisuelles de Luchon 2012. Trois millions de vue. Première web-série française vendue en télévision[réf. souhaitée]

### En tant que producteur
- 2016 : Before The Flood[6], documentaire américain de Fisher Stevens, co-produit notamment par Leonardo DiCaprio (Line Producer)

## Publication
- Le Cauchemar de Socrate, Paris, éditions Beaurepaire, 1er octobre 2021, 270 p. (ISBN 2357673265 et 978-2357673267).

## Distinction
Plan Biz a été récompensé en 2012 par le prix de la meilleure web fiction (attribué par le public) lors du 14e Festival des créations télévisuelles de Luchon.